# Кучеровка (Алтайский край)
Кучеровка — село в Локтевском районе Алтайского края. Входит в состав Масальского сельсовета.

## История
Основано в 1922 году. В 1928 г. посёлок Кучеровский состоял из 46 хозяйств, основное население — русские. Центр Кучеровского сельсовета Локтевского района Рубцовского округа Сибирского края.

## Население
| 1926 | 1997 | 1998 | 1999 | 2000 | 2001 | 2002 |
| ---- | ---- | ---- | ---- | ---- | ---- | ---- |
| 264  | ↘133 | ↘131 | ↗136 | ↗141 | ↘139 | ↘129 |
| 2003 | 2004 | 2005 | 2006 | 2007 | 2008 | 2009 |
| ↘115 | ↗121 | ↘116 | ↘109 | ↘108 | ↘102 | ↘94  |
| 2010 | 2011 | 2012 | 2013 |      |      |      |
| ↘85  | ↘81  | ↘69  | ↗71  |      |      |      |